# Pallars Jussà
|  | Per a altres significats, vegeu «Pallars Jussà (desambiguació)». |

El Pallars Jussà és una comarca catalana de l'Alt Pirineu que comprèn gran part de la plana de la conca de la Noguera Pallaresa, Flamisell i la plana de la Conca Dellà. Limita amb les comarques de la Noguera, el Pallars Sobirà, l'Alta Ribagorça, l'Alt Urgell i la Ribagorça a l'Aragó. És un dels dos fragments en què quedà repartit el territori històric del Pallars.

## Geografia
De fet, el Pallars Jussà està format per quatre unitats geogràfiques: la Conca Deçà o Conca de Tremp, al voltant del cap de comarca, la Conca Dellà, al voltant de la vila d'Isona, la Conca de Dalt, al voltant de la Pobla de Segur, tot i que rep aquest nom el municipi del Pont de Claverol, i el conjunt format per la Vall Fosca, amb Cabdella com a centre, i el terme paral·lel de Sarroca de Bellera.
Encara, un cinquè territori s'ha afegit administrativament al Pallars Jussà, tot i que geogràficament pertany a l'Alta Ribagorça: es tracta de la meitat oriental de la Terreta, amb els antics termes municipals d'Espluga de Serra i Sapeira, tots dos actualment englobats en el gran municipi de Tremp. El 2018 tenia 13.091 habitants.
| Municipi                | Habitants |
| ----------------------- | --------- |
| Abella de la Conca      | 188       |
| Castell de Mur          | 185       |
| Conca de Dalt           | 434       |
| Gavet de la Conca       | 301       |
| Isona i Conca Dellà     | 1.153     |
| Llimiana                | 164       |
| Pobla de Segur, la      | 3.089     |
| Salàs de Pallars        | 335       |
| Sant Esteve de la Sarga | 151       |
| Sarroca de Bellera      | 129       |
| Senterada               | 142       |
| Talarn                  | 382       |
| Torre de Cabdella, la   | 792       |
| Tremp                   | 6.022     |
| Font: Idescat           |           |

## Etimologia
Segons la llegenda, el nom de la comarca procedeix del mot comú palla. Segons Joan Coromines, no és exactament així, encara que hi és relacionat: Pallars procedeix del llatí paleares, cabanes amb sostre vegetal (probablement de palla).
La llegenda, segons Pep Coll, conta que a la major part de Catalunya hi hagué una gran secada que durà anys i panys, i els cereals que produeixen palla no aixecaven ni un pam de terra, fins al punt no hi havia palla ni per a alimentar els rucs. Al Pallars, en canvi, la pluja era tan generosa que no es produïa aquesta circumstància i als pallaresos els en sobrava, de palla. Per tal de fer enveja a les comarques veïnes del sud, s'acostumaren a llençar la palla sobrera al riu, de manera que cap al pla de Lleida, el riu (la Noguera Pallaresa) baixava tan ple de palla que els noguerencs s'avesaren a dir que el riu venia de les valls de la palla, és a dir, de les valls pallareses, d'on ve el nom de Pallars, tan aplicable al Pallars de baix (Pallars Jussà) com al Pallars de dalt (Pallars Sobirà).

## Història
Després d'estar dominat per romans, visigots i musulmans, l'actual territori del Pallars fou conquerit per la casa de Tolosa l'any 800, formant-se així la comarca històrica del Pallars, amb la instauració del comtat de Pallars.
El 872, després de l'assassinat de Bernat II de Tolosa, el comtat passà a mans de Ramon II, que fundà la Casa de Pallars, i acabà de definir la independència del comtat respecte de la Casa de Tolosa. Feu així del Pallars un comtat independent.
L'any 1010, el testament de Sunyer dividí el comtat en dos, el comtat de Pallars Jussà per a Ramon IV, i el comtat de Pallars Sobirà, que quedà en mans de Guillem II. A la mort d'aquest últim, s'encetà una època marcada per la guerra civil entre els dos comtats, que acabà el 1094 amb la separació definitiva dels dos Pallars.
Els territoris dels dos Pallars no corresponien amb el que són els límits comarcals actuals. La principal diferència és que la Vall Fosca, que pertany a la comarca del Pallars Jussà, havia pertangut al comtat de Pallars Sobirà. Els comtats eren els terrenys sota el control d'un comte (no sempre en possessió) i, per tant, els límits eren variables i no donaven quasi mai un territori continu.

### Història contemporània: evolució de la distribució municipal

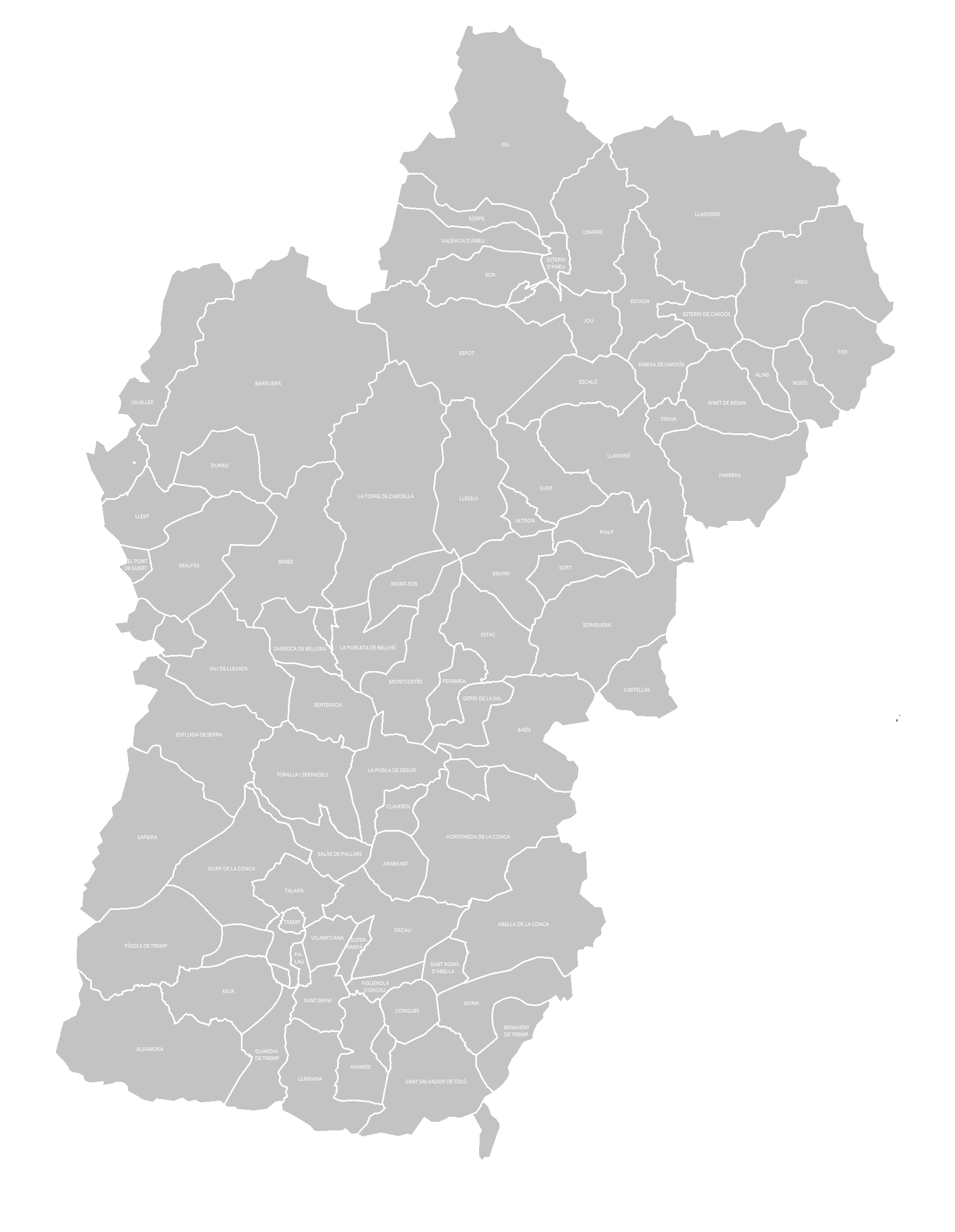
Aspecte que presentaven a nivell municipal el Pallars i la Ribagorça entre 1842 i 1965

Prenent com a punt de partida la creació dels ajuntaments moderns amb la promulgació de la Constitució de Cadis del 1812, a tot Catalunya ha esdevingut el mateix que al Pallars Jussà: en un primer moment, es va crear un munt d'ajuntaments (96, al Pallars Jussà, més 20 de l'Alta Ribagorça), que van quedar bastant reduïts en el moment que, el 1845, es promulga una llei municipal que fixa el límit mínim de veïns que ha de tenir un municipi: 30 (cal dir que, en aquell moment, veí volia dir 'cap de casa'). Aquesta llei s'aplicà el febrer del 1847, i dels 116 ajuntaments del període 1812-1847, es passà a 32 (més 3 que en aquell moment pertanyien a l'Alta Ribagorça).
Entre 1969 i 1973, es produí una nova reducció dels municipis pallaresos, amb unes modificacions que afectaren també la comarca veïna de l'Alta Ribagorça. De 32 ajuntaments, es passà als 14 actuals, amb la particularitat que tres antics municipis ribagorçans (Benés, Espluga de Serra i Sapeira) foren incorporats a municipis pallaresos (respectivament, Sarroca de Bellera i Tremp, els dos darrers).
Aquesta reducció és causada per la suma de dos factors: per un cantó, la simplificació administrativa que s'ha anat aplicant a mesura que avançava el temps, però per l'altre, el més determinant: el fort procés de despoblament que ha sofert la comarca, sobretot a les zones més muntanyoses.
| Creats el 1812                                         | Agregats el febrer del 1847 a:                                      | Agregats entre 1965 i 1973 a: |
| ------------------------------------------------------ | ------------------------------------------------------------------- | ----------------------------- |
| Abella de la Conca                                     | Abella de la Conca                                                  | Abella de la Conca            |
| Bóixols i Cases de Carreu                              | Abella de la Conca                                                  | Abella de la Conca            |
| Cellers                                                | Guàrdia de Tremp                                                    | Castell de Mur                |
| Guàrdia de Tremp                                       | Guàrdia de Tremp                                                    | Castell de Mur                |
| El Meüll                                               | Mur                                                                 | Castell de Mur                |
| Mur                                                    | Mur                                                                 | Castell de Mur                |
| Aramunt                                                | Aramunt                                                             | Conca de Dalt                 |
| Claverol                                               | Claverol                                                            | Conca de Dalt                 |
| Sant Martí de Canals                                   | Claverol                                                            | Conca de Dalt                 |
| Sossís                                                 | Claverol                                                            | Conca de Dalt                 |
| Herba-savina                                           | Hortoneda de la Conca                                               | Conca de Dalt                 |
| Hortoneda                                              | Hortoneda de la Conca                                               | Conca de Dalt                 |
| Pessonada                                              | Hortoneda de la Conca                                               | Conca de Dalt                 |
| Erinyà                                                 | Serradell, després Toralla i Serradell                              | Conca de Dalt                 |
| Rivert                                                 | Serradell, després Toralla i Serradell                              | Conca de Dalt                 |
| Serradell                                              | Serradell, després Toralla i Serradell                              | Conca de Dalt                 |
| Toralla                                                | Serradell, després Toralla i Serradell                              | Conca de Dalt                 |
| Torallola                                              | Serradell, després Toralla i Serradell                              | Conca de Dalt                 |
| Aransís                                                | Sant Miquel de la Vall, després Aransís                             | Gavet de la Conca             |
| Sant Martí de Barcedana                                | Sant Miquel de la Vall, després Aransís                             | Gavet de la Conca             |
| Sant Salvador de Toló                                  | Sant Salvador de Toló                                               | Gavet de la Conca             |
| Gavet i Fontsagrada                                    | Sant Serni                                                          | Gavet de la Conca             |
| Sant Serni                                             | Sant Serni                                                          | Gavet de la Conca             |
| Biscarri                                               | Biscarri, després Benavent de Tremp                                 | Isona i Conca Dellà           |
| Benavent de Tremp                                      | Biscarri, després Benavent de Tremp                                 | Isona i Conca Dellà           |
| Conques                                                | Conques                                                             | Isona i Conca Dellà           |
| Figuerola d'Orcau                                      | Figuerola d'Orcau                                                   | Isona i Conca Dellà           |
| Covet                                                  | Isona                                                               | Isona i Conca Dellà           |
| Isona                                                  | Isona                                                               | Isona i Conca Dellà           |
| Basturs                                                | Orcau                                                               | Isona i Conca Dellà           |
| Montesquiu, Galliner i Puig de l'Anell                 | Orcau                                                               | Isona i Conca Dellà           |
| Orcau                                                  | Orcau                                                               | Isona i Conca Dellà           |
| Sant Romà d'Abella                                     | Sant Romà d'Abella                                                  | Isona i Conca Dellà           |
| Llimiana                                               | Llimiana                                                            | Llimiana                      |
| Gramuntill                                             | La Pobla de Segur                                                   | La Pobla de Segur             |
| Montsor                                                | La Pobla de Segur                                                   | La Pobla de Segur             |
| La Pobla de Segur                                      | La Pobla de Segur                                                   | La Pobla de Segur             |
| Puimanyons                                             | La Pobla de Segur                                                   | La Pobla de Segur             |
| Sant Joan de Vinyafrescal                              | La Pobla de Segur                                                   | La Pobla de Segur             |
| El Mas de Balust                                       | Salàs de Pallars                                                    | Salàs de Pallars              |
| Salàs de Pallars                                       | Salàs de Pallars                                                    | Salàs de Pallars              |
| Sensui                                                 | Salàs de Pallars                                                    | Salàs de Pallars              |
| Alsamora                                               | Alsamora, després Sant Esteve de la Sarga                           | Sant Esteve de la Sarga       |
| Alzina                                                 | Alsamora, després Sant Esteve de la Sarga                           | Sant Esteve de la Sarga       |
| Beniure                                                | Alsamora, després Sant Esteve de la Sarga                           | Sant Esteve de la Sarga       |
| Castellnou de Montsec                                  | Alsamora, després Sant Esteve de la Sarga                           | Sant Esteve de la Sarga       |
| La Clua                                                | Alsamora, després Sant Esteve de la Sarga                           | Sant Esteve de la Sarga       |
| Estorm                                                 | Alsamora, després Sant Esteve de la Sarga                           | Sant Esteve de la Sarga       |
| Mont-rebei                                             | Alsamora, després Sant Esteve de la Sarga                           | Sant Esteve de la Sarga       |
| Moror                                                  | Alsamora, després Sant Esteve de la Sarga                           | Sant Esteve de la Sarga       |
| Sant Esteve de la Sarga                                | Alsamora, després Sant Esteve de la Sarga                           | Sant Esteve de la Sarga       |
| La Torre d'Amargós                                     | Alsamora, després Sant Esteve de la Sarga                           | Sant Esteve de la Sarga       |
| Avellanos, Castellnou d'Avellanos i el Mas de Vilancòs | Batlliu de Sas (Sarroca de Bellera), després Benés (Alta Ribagorça) | Sarroca de Bellera            |
| Batlliu de Sas                                         | Batlliu de Sas, després Benés (Alta Ribagorça)                      | Sarroca de Bellera            |
| Benés i Sentís                                         | Batlliu de Sas, després Benés (Alta Ribagorça)                      | Sarroca de Bellera            |
| Buira                                                  | Batlliu de Sas, després Benés (Alta Ribagorça)                      | Sarroca de Bellera            |
| Castellvell de Bellera                                 | Batlliu de Sas, després Benés (Alta Ribagorça)                      | Sarroca de Bellera            |
| Manyanet                                               | Batlliu de Sas, després Benés (Alta Ribagorça)                      | Sarroca de Bellera            |
| La Bastida de Bellera                                  | Sarroca de Bellera                                                  | Sarroca de Bellera            |
| Erdo                                                   | Sarroca de Bellera                                                  | Sarroca de Bellera            |
| Les Esglésies                                          | Sarroca de Bellera                                                  | Sarroca de Bellera            |
| Sarroca de Bellera                                     | Sarroca de Bellera                                                  | Sarroca de Bellera            |
| Cadolla i la Quadra de Miravet                         | Senterada                                                           | Senterada                     |
| Cases de Burguet i Cérvoles                            | Senterada                                                           | Senterada                     |
| Larén                                                  | Senterada                                                           | Senterada                     |
| Naens                                                  | Senterada                                                           | Senterada                     |
| Puigcerver                                             | Senterada                                                           | Senterada                     |
| Reguard                                                | Senterada                                                           | Senterada                     |
| Senterada                                              | Senterada                                                           | Senterada                     |
| Castelló d'Encús                                       | Talarn                                                              | Talarn                        |
| Talarn                                                 | Talarn                                                              | Talarn                        |
| Beranui                                                | Mont-ros                                                            | La Torre de Cabdella          |
| Gramenet de Beranui                                    | Mont-ros                                                            | La Torre de Cabdella          |
| Mont-ros                                               | Mont-ros                                                            | La Torre de Cabdella          |
| Paüls de Flamisell                                     | Mont-ros                                                            | La Torre de Cabdella          |
| Pobellà                                                | Mont-ros                                                            | La Torre de Cabdella          |
| Antist                                                 | La Pobleta de Bellveí                                               | La Torre de Cabdella          |
| Castell-estaó                                          | La Pobleta de Bellveí                                               | La Torre de Cabdella          |
| Envall i Serraspina                                    | La Pobleta de Bellveí                                               | La Torre de Cabdella          |
| Estavill                                               | La Pobleta de Bellveí                                               | La Torre de Cabdella          |
| La Pobleta de Bellveí                                  | La Pobleta de Bellveí                                               | La Torre de Cabdella          |
| Astell                                                 | La Torre de Cabdella                                                | La Torre de Cabdella          |
| Cabdella                                               | La Torre de Cabdella                                                | La Torre de Cabdella          |
| Espui i Aiguabella                                     | La Torre de Cabdella                                                | La Torre de Cabdella          |
| Aguiró                                                 | La Torre de Cabdella                                                | La Torre de Cabdella          |
| Obeix                                                  | La Torre de Cabdella                                                | La Torre de Cabdella          |
| La Torre de Cabdella                                   | La Torre de Cabdella                                                | La Torre de Cabdella          |
| Aulàs                                                  | Espluga de Serra (Alta Ribagorça)                                   | Tremp                         |
| Castellet                                              | Espluga de Serra (Alta Ribagorça)                                   | Tremp                         |
| Casterner de les Olles                                 | Espluga de Serra (Alta Ribagorça)                                   | Tremp                         |
| Enrens i Trepadús                                      | Espluga de Serra (Alta Ribagorça)                                   | Tremp                         |
| Espluga de Serra                                       | Espluga de Serra (Alta Ribagorça)                                   | Tremp                         |
| Llastarri                                              | Espluga de Serra (Alta Ribagorça)                                   | Tremp                         |
| Els Masos de Tamúrcia                                  | Espluga de Serra (Alta Ribagorça)                                   | Tremp                         |
| La Torre de Tamúrcia                                   | Espluga de Serra (Alta Ribagorça)                                   | Tremp                         |
| Castissent                                             | Castissent, després Eroles, després Fígols de Tremp                 | Tremp                         |
| Claramunt                                              | Castissent, després Eroles, després Fígols de Tremp                 | Tremp                         |
| Eroles                                                 | Castissent, després Eroles, després Fígols de Tremp                 | Tremp                         |
| Fígols de Tremp                                        | Castissent, després Eroles, després Fígols de Tremp                 | Tremp                         |
| Puigverd de Talarn                                     | Castissent, després Eroles, després Fígols de Tremp                 | Tremp                         |
| Gurp                                                   | Gurp de la Conca                                                    | Tremp                         |
| Sant Adrià                                             | Gurp de la Conca                                                    | Tremp                         |
| Santa Engràcia                                         | Gurp de la Conca                                                    | Tremp                         |
| Tendrui                                                | Gurp de la Conca                                                    | Tremp                         |
| Palau de Noguera                                       | Palau de Noguera                                                    | Tremp                         |
| Puigcercós                                             | Palau de Noguera                                                    | Tremp                         |
| Escarlà                                                | Sapeira (Alta Ribagorça)                                            | Tremp                         |
| Espills                                                | Sapeira (Alta Ribagorça)                                            | Tremp                         |
| Esplugafreda                                           | Sapeira (Alta Ribagorça)                                            | Tremp                         |
| Orrit                                                  | Sapeira (Alta Ribagorça)                                            | Tremp                         |
| Sapeira                                                | Sapeira (Alta Ribagorça)                                            | Tremp                         |
| Tercui                                                 | Sapeira (Alta Ribagorça)                                            | Tremp                         |
| Suterranya                                             | Suterranya                                                          | Tremp                         |
| Claret                                                 | Tremp                                                               | Tremp                         |
| Tremp                                                  | Tremp                                                               | Tremp                         |
| Vilamitjana                                            | Vilamitjana                                                         | Tremp                         |

En la proposta derivada de l'informe popularment denominat Informe Roca, de l'any 2000, els termes municipals del Pallars Jussà havien de sofrir tot de canvis, que són els següents, exposats a partir dels municipis que haurien de resultar-ne:
- Conca de Dalt. Subsistia aquest municipi, però amb la segregació de l'antic municipi de Toralla i Serradell (pobles d'Erinyà, Rivert, Serradell, Toralla i Torallola), que passaria a formar part de la Pobla de Segur.
- Isona i Conca d'Orcau. A partir de la base del municipi d'Isona i Conca Dellà, al qual s'afegien tot el municipi d'Abella de la Conca, el veïnat dels Obacs de Llimiana, del terme municipal de Llimiana, el poble d'Aransís, amb tota la meitat septentrional de l'antic terme d'Aransís, i tot l'antic terme de Sant Salvador de Toló, els dos darrers pertanyents actualment a Gavet de la Conca. Se'n segregava, però, la vall de Montesquiu, amb els despoblats de Galliner, Montesquiu i Puig de l'Anell, que passava a Tremp.
- Montsec. En aquest nou municipi, Castell de Mur s'havia d'unir a Llimiana i Sant Esteve de la Sarga. A més, s'hi agregava la Vall de Barcedana (Sant Cristòfol de la Vall, Sant Martí de Barcedana i Sant Miquel de la Vall), a l'antic terme d'Aransís, actualment de Gavet de la Conca.
- La Pobla de Segur. Sobre la base de l'actual municipi de la Pobla de Segur, s'hi afegia l'antic municipi de Toralla i Serradell (pobles d'Erinyà, Rivert, Serradell, Toralla i Torallola), pertanyents actualment al terme de Conca de Dalt.
- Salàs de Pallars. No patia cap mena de canvi.
- Sarroca i Senterada. Fruit de la unió dels actuals termes municipals de Sarroca de Bellera i Senterada, amb l'afegit del poble d'Erta, que s'havia de segregar del Pont de Suert (antic terme de Malpàs).
- Talarn. Perdia la meitat meridional del terme, que s'annexava a Tremp i, en canvi, rebia els pobles de Gurp i Santa Engràcia, de l'antic terme de Gurp de la Conca, de manera que s'aconseguia la unificació territorial de l'Acadèmia General Bàsica de Suboficials en un sol terme municipal.
- La Torre de Cabdella. No patia cap mena de canvi.
- Tremp. Se'n segregaven els antics termes de la Terreta: Espluga de Serra, amb l'enclavament d'Enrens i Trepadús, i Sapeira, que passarien a formar part del Pont de Suert, i els pobles de Gurp i Santa Engràcia, de l'antic terme de Gurp de la Conca (en canvi, Sant Adrià i Tendrui, d'aquest mateix antic terme, romanien a Tremp. En canvi, hom hi afegia l'antic terme de Sant Serni, actualment de Gavet de la Conca (pobles de Fontsagrada, Gavet i Sant Serni), la meitat meridional del terme de Talarn i la vall de Montesquiu, amb els despoblats de Galliner, Montesquiu i Puig de l'Anell.

A més, a causa del volum de la seva població, es creaven quatre agrupaments municipals: Tremp, Talarn i Montsec; la Torre de Cabdella i Sarroca i Senterada; Isona i Conca d'Orcau, i la Pobla de Segur, Conca de Dalt i Salàs de Pallars.
Aquesta proposta, però, al cap de deu anys no passava de ser això: un estudi i una proposta.

## Demografia
| 1497 f | 1515 f | 1553 f | 1717   | 1787   | 1857   | 1877   | 1887   | 1900   | 1910   |
| ------ | ------ | ------ | ------ | ------ | ------ | ------ | ------ | ------ | ------ |
| 1.376  | 1.060  | 1.474  | 10.009 | 15.474 | 28.861 | 25.285 | 25.622 | 20.295 | 18.996 |

| 1920   | 1930   | 1940   | 1950   | 1960   | 1970   | 1981   | 1990   | 1992   | 1994   |
| ------ | ------ | ------ | ------ | ------ | ------ | ------ | ------ | ------ | ------ |
| 20.485 | 22.108 | 19.991 | 19.792 | 19.985 | 16.210 | 15.633 | 13.267 | 12.802 | 12.802 |

| 1996   | 1998   | 2000   | 2002   | 2004   | 2006   | 2008   | 2010   | 2012   | 2014   |
| ------ | ------ | ------ | ------ | ------ | ------ | ------ | ------ | ------ | ------ |
| 12.817 | 12.482 | 12.442 | 12.380 | 12.712 | 12.648 | 13.715 | 13.978 | 14.113 | 13.530 |

| 2016   | 2018   | 2020   | 2022   | 2024   | 2026 | 2028 | 2030 | 2032 | 2034 |
| ------ | ------ | ------ | ------ | ------ | ---- | ---- | ---- | ---- | ---- |
| 13.453 | 13.091 | 13.227 | 13.199 | 13.301 | -    | -    | -    | -    | -    |

## Política i govern

### Consell Comarcal del Pallars Jussà
Té la seu al carrer de Soldevila, 18, de la ciutat de Tremp, en un edifici de nova construcció que aprofita alguns elements del casal pairal dels Sullà, palauet renaixentista i barroc que estava en molt mal estat. A part del mateix Consell Comarcal, en el mateix complex hi ha l'Arxiu Comarcal del Pallars Jussà, que té com a sala de consulta per als investigadors l'antiga capella del palau.

## Presidents
| President                  | Inici del mandat | Fi del mandat | Partit | Partit |
| Josep Soldevila i Tartera  | 1987             | 1999          |        | CiU    |
| Enric Corona Pol           | 1999             | 2003          |        | CiU    |
| Xavier Pont Jordana        | 2007             | 2011          |        | CIU    |
| Joan Ubach Isanta          | 2011             | 2015          |        | CIU    |
| Constantí Aranda i Farrero | 2015             | 2019          |        | PDeCAT |
| Josep Maria Mullol i Miret | 2019             | 2023          |        | JUNTS  |
| Ramon Jordana i Farré      | 2023             | actualitat    |        | ERC    |

## Composició

### Actual
| ERC | JxCat | PSC |
| 1. Gemma Algueró i Cots 2. Josep Oller i Enseñat 3. Miquel López i Berga 4. Maria Pilar Cases i Lopetegui 5. Maria Rosa Amorós i Capdevila 6. Jordi Navarra i Torres 7. Marc Sans i Sans 8. Ramon Jordana i Farré | 1. Joaquim Delgado i Berengué 2. Ramon Salse i Ferriz 3. Fidel Reig i Andreu 4. Joan Parramon Hijano 5. Constantí Aranda i Farrero 6. Ferran Ureta i Borrell | 1. Maria Alba Moré i Carrera 2. Juan Carlos Boix i Riart 3. Antoni Toló i Cierco 4. Marta Moyes i Perucho 5. Joaquin Cuartero López |

### Resultats electorals - Pallars Jussà, 2023
| Candidatura | Candidatura                               | Cap de llista | Vots  | Regidors | % vots |
| ----------- | ----------------------------------------- | ------------- | ----- | -------- | ------ |
|             | Esquerra Republicana de Catalunya         |               | 2.140 | 41       |        |
|             | Partit dels Socialistes de Catalunya - CP |               | 1.918 | 20       |        |
|             | Junts per Catalunya                       |               | 1.645 | 33       |        |
| Total       |                                           |               |       |          |        |

| ERC | JxCat | PSC |
| 1. Toni Millet Bastús 2. Maria Rosa Amorós Capdevila 3. Francesc Xavier Bernadó Vilana 4. Maria Pilar Cases Lopetegui 5. Josep Maria Dalmau Gil 6. Miquel López Berga 7. Jordi Navarra Torres 8. Sílvia Servent Rubió | 1. Josep Maria Mullol Miret 2. Martí Cardona Rocafort 3. Constantí Aranda Farrero 4. David Fuentes Caelles 5. Josep Ramon Lloret Loan 6. Josep Terré Escolà | 1. Carles Boix Riart 2. Jaume Catalan Garcia 3. Alba Moré Carrera 4. Antoni Toló Cierco 5. Sandra Hervas |

### Resultats electorals - Pallars Jussà, 2019
| Candidatura | Candidatura                               | Cap de llista | Vots  | Regidors | % vots |
| ----------- | ----------------------------------------- | ------------- | ----- | -------- | ------ |
|             | Esquerra Republicana de Catalunya         |               | 2.799 | 37       |        |
|             | Junts per Catalunya                       |               | 1.900 | 38       |        |
|             | Partit dels Socialistes de Catalunya - CP |               | 1.221 | 16       |        |
|             | Ara Talarn                                |               | 270   | 5        |        |
|             | CUP                                       |               | 136   | 2        |        |
| Total       |                                           |               |       |          |        |

### Històrica
| Candidatura | Candidatura | 1987 | 1991 | 1995 | 1999 | 2003 | 2007 | 2011 | 2015 | 2019 | 2023 |
|             | CiU/JUNTS   | 12   | 13   | 13   | 13   | 10   | 7    | 8    | 9    | 6    | 6    |
|             | PSC         | 4    | 5    | 6    | 4    | 6    | 8    | 8    | 5    | 5    | 5    |
|             | ERC         | 0    | 0    | 0    | 1    | 3    | 4    | 3    | 5    | 8    | 8    |
|             | AIPN        | 2    |      |      |      |      |      |      |      |      |      |
|             | AEICD       | 1    |      |      |      |      |      |      |      |      |      |
|             | PPC         |      | 1    |      |      |      |      |      |      |      |      |
|             | GCMT        |      |      |      | 1    |      |      |      |      |      |      |
| Total       | Total       | 19   | 19   | 19   | 19   | 19   | 19   | 19   | 19   | 19   | 19   |
| Font:       |             |      |      |      |      |      |      |      |      |      |      |

### 1987
Les primeres eleccions al Consell Comarcal del Pallars Jussà se celebraren l'any 1987, amb els resultats següents:
12 representants de Convergència i Unió:
| - Miquel Verdeny Tohá, de Tremp, que en fou President - Francesc X. Bada Amatller, de la Pobla de Segur - Jordi Elies Fàbrega, de Castell de Mur - Josep Balust Adellach, de Gavet de la Conca | - Constantí Aranda i Farrero, d'Isona i Conca Dellà - Joan Cuñé Novau, de Llimiana - Francesc Martín Manzano, de Conca de Dalt - Salvador Puig i Aloy, de Salàs de Pallars | - Pau Castells Llotge, de Sant Esteve de la Sarga - Antonio Palau Casal, de Sarroca de Bellera - Nicanor Compte Castells, de Talarn - Josep Soldevila i Tartera, de la Torre de Cabdella |

4, del Partit dels Socialistes de Catalunya-PSOE:
| - Víctor Orrit Ambrosio, de Tremp - Joan Font Carrera, de la Pobla de Segur | - Leonor Echalar Colom, de la Torre de Cabdella | - Jaume Prió i Codó, de Tremp |

2 de l'Agrupació d'Independents, Progressistes i Nacionalistes:
| - M. Lourdes Servent Pedescoll, de Senterada | - Xavier Pont Jordana, de Conca de Dalt (Aramunt) |  |

I un de l'Agrupació Electoral d'Isona i Conca Dellà:
- Josep Solduga Espluga, d'Isona i Conca Dellà

El 1988, es creava la nova comarca de l'Alta Ribagorça, cosa que obligà a remodelar el Consell Comarcal del Pallars Jussà, del qual havia depès l'Alta Ribagorça fins aquell moment. Amb la remodelació, Convergència i Unió quedava amb els mateixos representants, el Partit dels Socialistes de Catalunya perdia dos representants (Jaume Prió i Leonor Echalar), i l'Agrupació d'Independents, Progressistes i Nacionalistes i l'Agrupació Electora d'Isona i Conca Dellà en guanyaven un cadascun: Montserrat Gelabert i Magret, de la Torre de Cabdella, per la primera, i Antoni Grasa i Llobet per la segona.

### 1991
La renovació del 1991 canvià poc el panorama:
13 representants de Convergència i Unió:
| - Constantí Aranda i Farrero, d'Isona i Conca Dellà, que en fou President - Francesc X. Bada Amatller, de la Pobla de Segur - Enrique Corona i Pol, de Tremp - Nicanor Compte Castells, de Talarn | - Joan Cuñé Novao, de Llimiana - Josep Durany Galera, de Gavet de la Conca - Antonio Palau Casal, de Sarroca de Bellera - Xavier Pont Jordana, de Conca de Dalt - Salvador Puig i Aloy, de Salàs de Pallars | - Josep Soldevila i Tartera, de la Torre de Cabdella - Teresa Soler Giol, de Senterada - Miquel Verdeny Tohà, de Tremp - Josep Vila Chauri, de Castell de Mur |

5 dels Socialistes de Catalunya:
| - Víctor Orrit Ambrosio, de Tremp - Narcís Balagué Bosch, de la Pobla de Segur | - Antoni Toló Cierco, de Senterada - Josep Enseñat i Martínez, de Talarn | - Josep M. Dalmau Gil, de la Torre de Cabdella |

I un del Partit Popular:
- Julián Rosell Oliva, de Tremp

### 1995
Les noves eleccions del 1995 van modificar molt lleugerament les dades de quatre anys abans:
13 representants de Convergència i Unió:
| - Enric Corona Pol, de Tremp, que en fou President - Josep Soldevila i Tartera, de la Torre de Cabdella - Antoni Palau Casals, de Sarroca de Bellera - Salvador Puig Aloy, de Salàs de Pallars - Agustí Graell Comet, d'Isona i Conca Dellà | - Josep M. Vives Coloma, de Talarn - Josep Maria Roca Canal, de Gavet de la Conca - Joan Cuñe Novau, de Llimiana - Martí Cardona Rocafort, de Conca de Dalt | - Josep Vila i Chauri, de Castell de Mur - Carlos Montanuy Baró, de Sant Esteve de la Sarga - Josep M. Solé Santaolalla, de Tremp - Ramon Molina Ramírez, de Tremp |

6 dels Socialistes de Catalunya:
| - Jaume Altisent Buira, de Tremp - Francisco Bermejo Buil, de la Pobla de Segur | - M. Montserrat Cuberes Corts, de Conca de Dalt - Josep Enseñat i Martínez, de Talarn | - Margarita Lladós Sala, d'Isona i Conca Dellà - Josep Manuel Subirà Blanc, de la Torre de Cabdella |

### 1999
El 1999, tornava a canviar una mica la composició del Consell Comarcal, però sense grans alteracions:
Convergència i Unió hi obtenia 13 representants
| - Agustí Graell Comet, d'Isona i Conca Dellà, com a President - Josep Maria Bertran Español, de Salàs de Pallars - Martí Cardona Rocafort, de Conca de Dalt - Joan Comenge Riba, de la Pobla de Segur - Josep Durany Galera, de Gavet de la Conca | - Jordi Elies Fàbrega, de Castell de Mur - Ferran Fuertes Guiró, de la Pobla de Segur - Jordi Languil Badia, de la Torre de Cabdella - Josep Ramon Lloret Loan, de Sarroca de Bellera | - Carles Montanuy Baró, de Sant Esteve de la Sarga - Salvador Puig Aloy, de Salàs de Pallars - Julián Rosell Oliva, de Tremp - Josep Santandreu Gaset, de Talarn |

Els socialistes, 4:
| - Victor Orrit Ambrosio, de Tremp - Narcís Balagué Bosch, de la Pobla de Segur | - Jordi Balust López, de Talarn | - Montserrat Cuberes Corts, de Conca de Dalt |

Un representant era per a Esquerra Republicana de Catalunya:
- Josep Maria Ardanuy Tarrat, de Tremp

I un altre per al grup de Gent Convergent pel Municipi de Tremp:
- Josep Maria Solé Santolalla, de Tremp

### 2003
L'any 2003, s'hi produïen alguns canvis més significatius:
Convergència i Unió hi assolia 10 representants:
| - Xavier Pont Jordana, de Conca de Dalt, President - Joan Comenge i Riba, de la Pobla de Segur - Constante Aranda i Farrero, d'Isona i Conca Dellà - Josep M. Solé Santaolalla, de Tremp | - Ferran Fuertes Guiró, de la Pobla de Segur - M. Lourdes Servent Pedescoll, de Senterada - Josep Soldevila i Tartera, de la Torre de Cabdella | - Jaume Elies Elies, de Llimiana - Josep Durany Galera, de Gavet de la Conca - Josep Ramon Lloret i Loan, de Sarroca de Bellera |

Els Socialistes de Catalunya, 6:
| - Víctor Orrit Ambrosio, de Tremp - Esperança Farrera Granja, de la Pobla de Segur | - Josep M. Dalmau Gil, de la Torre de Cabdella - Julià Sala Monsó, d'Abella de la Conca | - Ramon Erta i Gallart, de Talarn - Antonio Vilana Codina, de Llimiana |

I ERC augmentava a 3:
| - Josep M. Ardanuy i Tarrat, de Tremp | - Josep Castells Farré, de Castell de Mur | - Fermí Tormo Armengol, de la Pobla de Segur |

### 2007
En el període 2007-2011, es produïren alguns canvis en el repartiment de forces, i la composició del ple del Consell Comarcal del Pallars Jussà fou la següent:
El Partit dels Socialistes de Catalunya - PSOE, amb 8 representants:
| - Josep Durany i Galera, Alcalde de Gavet de la Conca - Aleix Enseñat i Dolset, Regidor de la Pobla de Segur - Jaume Montanuy i Baró, Alcalde de Sant Esteve de la Sarga - Julià Sala i Monsó, Alcalde d'Abella de la Conca | - Joan Jordana i Boneta, Regidor de Senterada - Josep Maria Dalmau i Gil, Alcalde de la Torre de Cabdella - Maria Teresa Montanuy i Baró, Primera tinent d'alcalde de Tremp - Francesc Borrell i Grau, Alcalde de Salàs de Pallars. |

Convergència i Unió, amb 7:
| - Xavier Pont i Jordana, President, Primer tinent d'alcalde de la Pobla de Segur - Constante Aranda i Farrero, Vicepresident segon, Regidor d'Isona i Conca Dellà - Jaume Elies i Elies, Tinent d'alcalde de Llimiana - Antoni Palau i Casal, Regidor de Sarroca de Bellera | - Josep Maria Pont i Bonet, Segon tinent d'alcalde de Conca de Dalt - Julià Rosell i Oliva, Regidor de Talarn - Antoni Samsó i Tohà, Regidor de Tremp. |

Esquerra Republicana de Catalunya, amb 4:
| - Josep Castells i Farré, Vicepresident primer, Alcalde de Castell de Mur - David Riba i Torrecillas, Regidor de Tremp | - Ramon Vilanova i Solsona, Regidor d'Isona i Conca Dellà - Lluís Bellera i Juanmartí, Alcalde de la Pobla de Segur |

L'equip de govern del Consell Comarcal estigué format per CiU i ERC.

### 2011
Després de les darreres eleccions municipals, els canvis en els resultats de les votacions foren mínims, i el Consell Comarcal del Pallars Jussà ha quedat format de la manera següent, amb la coalició CiU - ERC formant equip de govern:
Convergència i Unió, 8 representants:
| - Joan Ubach i Isanta, President. Regidor de Tremp - Constantí Aranda i Farrero, Vicepresident 2n, Alcalde d'Isona i Conca Dellà - Neus Burgués i Coma, Regidora de la Torre de Cabdella - Joan Comenge i Riba, Vicepresident 4t, Regidor de la Pobla de Segur | - Joan Elies i Claret, Alcalde de Llimiana - Josep Maria Pont i Bonet, Segon tinent d'alcalde de Conca de Dalt - Julià Rosell i Oliva, Regidor de Talarn - Ramon Salse i Férriz, Regidor de Castell de Mur |

Partit dels Socialistes de Catalunya - PSOE, també amb 8:
| - Francesc Borrell i Grau, Alcalde de Salàs de Pallars - Bonifaci Colomina i Pujol, Tinent d'alcalde de Tremp - Josep M. Dalmau i Gil, Alcalde de la Torre de Cabdella - Josep Durany i Galera, Alcalde de Gavet de la Conca | - Andreu Isanta i Eroles, Regidor d'Isona i Conca Dellà - Joan Jordana i Boneta, Regidor de Senterada - Jaume Montanuy i Baró, Alcalde de Sant Esteve de la Sarga - Julià Sala Monsó, Alcalde d'Abella de la Conca. |

Esquerra Republicana de Catalunya, amb 3:
| - Maria Rosa Amorós i Capdevila, Regidora d'Isona i Conca Dellà - Lluís Bellera i Juanmartí, Vicepresident 1r, Alcalde de la Pobla de Segur | - Josep Castells i Farré, Vicepresident 3r, Alcalde de Castell de Mur |

### 2015
Les eleccions municipals del 2015, CiU i ERC, amb 14 llocs dels 19 que formen el Consell, van arribar a un acord per governar en coalició. El nombre de vicepresidències, però, es va reduir de 4 a 2; una va ser per CiU, mentre que l'altrà va ser pel partit republicà.
Convergència i Unió, 9 representants: 
| - Constantí Aranda i Farrero, President. Alcalde d'Isona i Conca Dellà - Martí Cardona Rocafort, Vicepresident 2n. Alcalde de Conca de Dalt - Josep Durany Galera, Conseller. Alcalde de Gavet de la Conca. - Josep M. Mullol Miret, Conseller. Alcalde de Castell de Mur. - Josep Palau Castells, Conseller. Regidor de Sarroca de Bellera. | - Marc Però Agullana, Conseller. Regidor de Torre de Cabdella. - Anna Ritz Escur, Consellera. 2ª Tinent d'Alcalde de Tremp. - Josep Terré Escolà, Conseller. Alcaldes de Llimiana, - David Valls Giménez, Conseller. Regidor de la Pobla de Segur. |

Esquerra Republicana de Catalunya, 5 representants: 
| - Maria Pilar Cases Lopetegui, Vicepresidenta 1ª. Primera Tinent d'Alcalde de Tremp. - Lluís Bellera Juanmartí, Conseller. Alcalde de la Pobla de Segur. - Marc Baró Bernaduca, Conseller. Regidor de la Pobla de Segur. - Ada Castelló Batalla, Consellera. Regidora d'Abella de la Conca. - Susana Solans Roya, Consellera. Regidora d'Isona i Conca Dellà. |

Partit dels Socialistes de Catalunya, 5 representants: 
| - Sílvia Romero Galera, Consellera. Regidora de Tremp. - Francesc Borrell i Grau, Conseller. Alcalde de Salàs de Pallars - Josep M. Dalmau Gil, Conseller. Alcalde de la Torre de Cabdella. | - Andreu Isanta Eroles, Conseller. Regidor d'Isona i Conca Dellà. - Joan Jordana i Boneta, Conseller. Regidor de la Torre de Cabdella. |

### 2019
Les municipals de 2019 van donar la victòria a ERC al Pallars Jussà. Després que Junts per Catalunya aventurés una possible coalició amb el grup socialista, finalment la mediació d'Òmnium Cultural del Pallars va fer possible la coalició ERC - Junts per Catalunya. L'acord, però, establia que la presidència del Consell havia de ser per a un membre del partit postconvergent.
Junts per Catalunya, 6 representants: 
| - Josep Maria Mullol Miret, President. Alcalde de Castell de Mur. - Martí Cardona Rocafort, Vicepresident 2n. Alcalde de Conca de Dalt. - David Fuentes Caelles, Conseller. Regidor de Gavet de la Conca. - Josep Ramon Lloret Loan, Conseller. Alcalde de Sarroca de Bellera. | - Anna Ritz Escur, Consellera. Tinent d'Alcalde de Tremp - Josep Terré Escolà, Conseller. Alcalde de Llimiana. |

Esquerra Republicana de Catalunya, 8 representants: 
| - Antoni Flores Ardiaca, Vicepresident 1r. Regidor de Tremp. - Maria Rosa Amorós i Capdevila, Consellera. Regidora d'Isona i Conca Dellà. - Francesc X. Bernadó Vilana, Conseller. Regidor d'Abella de la Conca. - Josep M. Dalmau Gil, Conseller. Alcalde de la Torre de Cabdella. - Toni Millet Bastús, Conseller. Regidor de Salàs de Pallars. | - Marta Moyes Perucho, Consellera. Regidora de Sarroca de Bellera. - Jordi Navarra Torres, Conseller. Alcalde de Sant Esteve de la Sarga. - Sílvia Servent Rubió, Consellera. Regidora de la Pobla de Segur. |

Partit dels Socialistes de Catalunya - Progrés, 5 representants: 
| - Carles Boix Riart, Conseller. Regidor de la Pobla de Segur. - Francesc Borrell Grau, Conseller. Alcalde de Salàs de Pallars. - Jaume Catalan Garcia, Conseller. Regidor de Tremp. | - Alba Moré Carrera, Consellera. Regidora de Tremp. - Antoni Toló Cierco, Conseller. Alcalde de Senterada. |

## Presidents del Consell Comarcal (1987 - actualitat)
- Josep Soldevila i Tartera (CiU) 1987 - 1988 (Com a president del Consell General de Muntanya del Pallars Jussà)
- Josep Soldevila i Tartera (CiU) 1988 - 1999[4]
- Enric Corona Pol (CiU) 1999 - 2003
- Xavier Pont Jordana (CiU) 2003 - 2011
- Joan Ubach Isanta (CiU) 2011 - 2015
- Constantí Aranda i Farrero (CiU) 2015 - 2019
- Josep M. Mullol Miret (Junts) 2019 - 2023[6]
- Ramon Jordana Farré (ERC) 2023 - Actualitat

## Museus i centres de patrimoni
- Museu Hidroelèctric i Central hidroelèctrica de Cabdella
- Central hidroelèctrica de Talarn
- Museu dels Raiers de la Noguera Pallaresa al Pont de Claverol
- Museu de la Conca Dellà a Isona
- Casal dels Voltors a la Torre de Tamúrcia
- Casa Bonifaci a Llimiana
- Centre d'Interpretació de l'Antic Comerç a Salàs de Pallars
- Casal Manyanet de Tremp
- Museu Comarcal de Ciències Naturals de Tremp[12]